# Pentoniscus exilis
Pentoniscus exilis is een pissebed uit de familie Philosciidae. De wetenschappelijke naam van de soort is voor het eerst geldig gepubliceerd in 1925 door Van Name.